# Oliver Sin
Oliver Sin, född den 18 maj 1985 i Budapest Ungern, är en ungersk målare, konstnär.

## Utställningar
2009

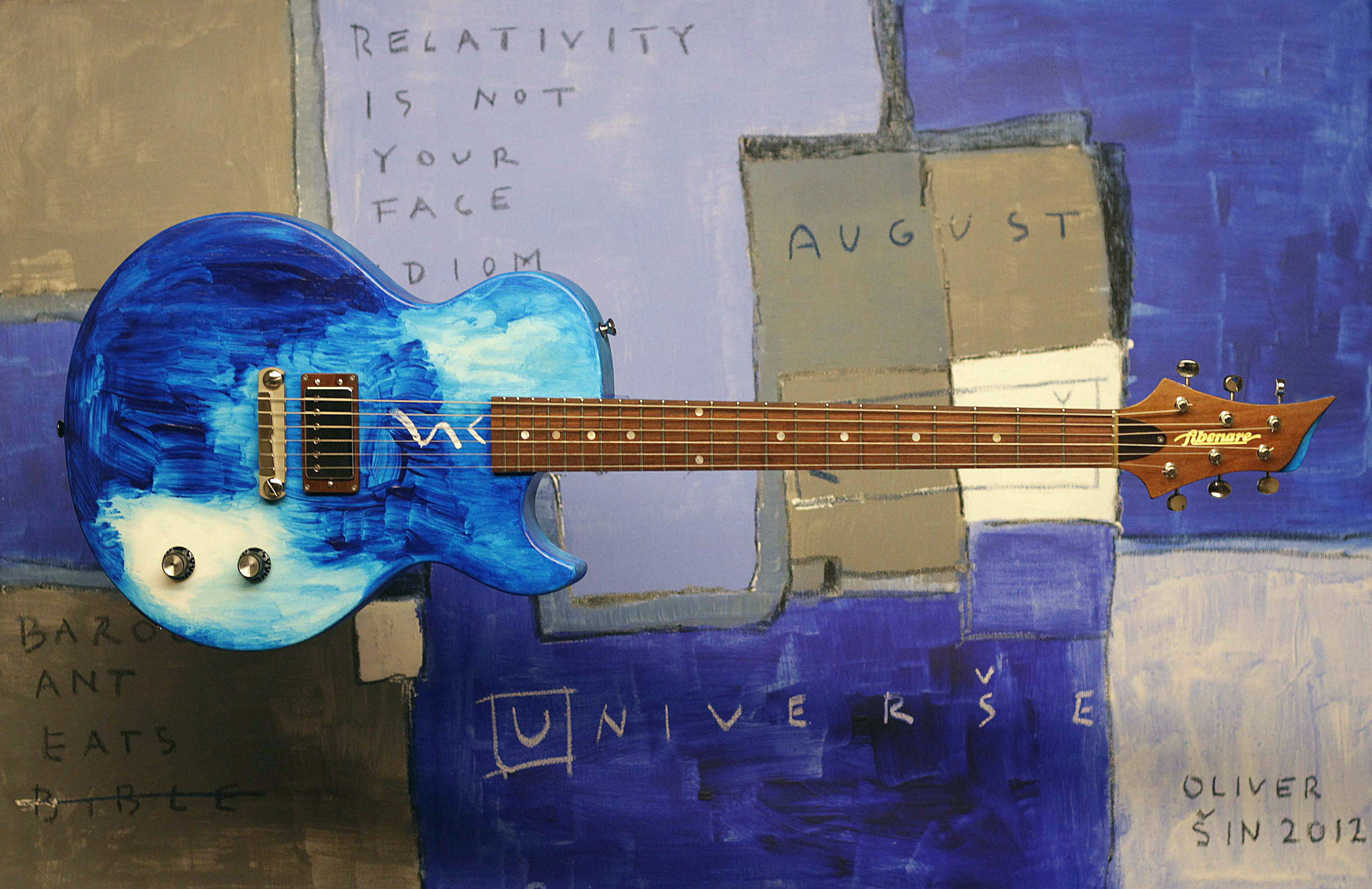

- Budapest (Ungern), Bakelit Multi Art Center

2010
- Budapest (Ungern), Pszinapszis XIV

2012
- Érd, City Gallery (Ungern), Ez van!
- Budapest (Ungern), Syma Centre, Decoration Society Contest II.
- Budapest (Ungern), FN5, Millenáris
- Vác (Ungern), Exhibition of the Contemporary Values II. K.É.K.
- Budapest (Ungern), Bakelit Multi Art Center
- Budapest (Ungern), Abszurd Flikk-Flakk, Alle Center
- Budapest (Ungern), Bakelit Pályázat 2nd Exhibition, Fogasház Kulturális Befogadótér
- Budapest (Ungern), Honoratus Kodály Zoltán, MOM Kulturális Központ

2013
- Los Angeles (USA), NAMM Show / Fibenare
- Szentendre (Ungern), Budapest Art Expo Fresh VI.- International Biennial Of Young Artists
- Erzsébetliget (Ungern), Art Feszt VI.
- Újpalota (Ungern), In-Spirál Ház, Zsókavár Gallery
- Vác (Ungern), Light / Fény – Napfesztivál, Art Lavina Gallery
- Budapest (Ungern), ARC 13.
- Warsaw (Polen), Perfectionists / MODESSQE 1st, Skwer

2014
- Anaheim (USA), California, NAMM Show mit Fibenare Guitars Co.
- Krakau (Polen), Pracownia pod Baranami (MODESSQE)[3]
- Budapest (Ungern), My Brain Is Open, Serpenyős
- Cambridge (USA), Central Elements Cambridge Science Festival (MIT)[4]

## Samlingar

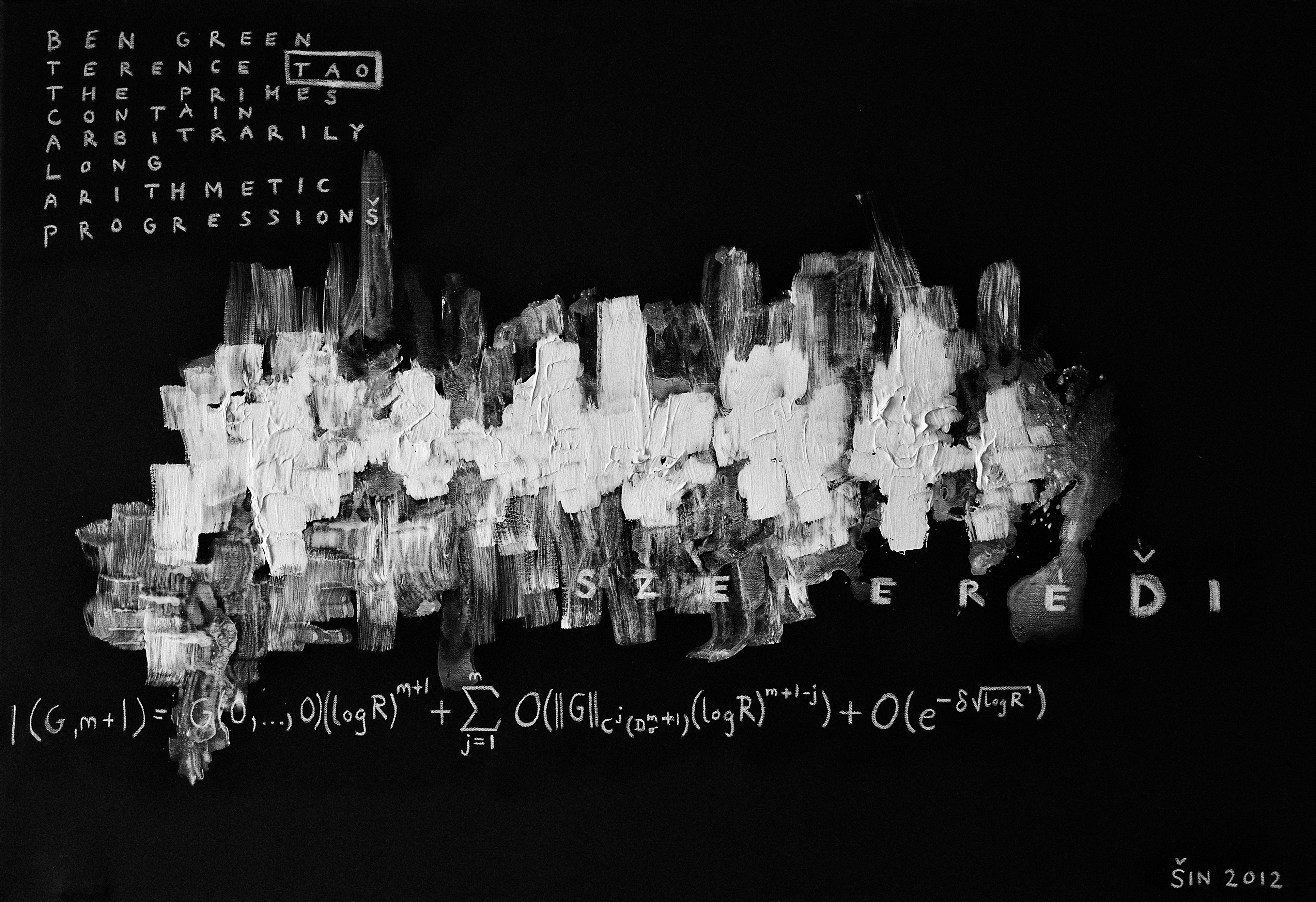

MODESSQE (Polen).

## Illustrationer
2013 april, oktober Guitar Connoisseur (New York, USA) / covers

2013 september Endre Dicsőfi: Nyitnikék (Ungern) / cover, illustrationer

2013 oktober Korunk (Cluj-Napoca, Rumänien) / cover, illustrationer

## Online Referenser
- Yareah Magazine Art of Oliver Sin
- Kaltblut Magazine Oliver Sin! Hungarian Art!
- Art4th Zine Oliver Sin, Visual Artist
- ARClap Oliver Sin, Borz-award interview (Hungarian)